# Dézsi András
Dézsi András (Desi András) (16. század) iskolamester, költő.

## Élete
Debreceni Református Kollégiumban volt iskolamester. A 16. századi magyar bibliai epikának legmunkásabb művelője. Öt darabját ismerjük:
Világ kezdetitül lött dolgokról, Izsák áldozatjáról, Makhabeusról (1549)
Az Levitáról Historia (1549)
Moyses és Josue hadáról az Amalek ellen (1550)
Az iffju Tobiásnak házasságáról való historia, énekbe szerzetett (1550). Szabó Károly két külön kiadását említi (Debrecen 1582. és Bártfa, év nélkül)
Halott temetéskor való isteni dicséret.
Szilády Áron mind az öt éneket, mely összesen 1924 sorból áll, jegyzetekkel kiadta Bornemisza Énekes könyve után a Régi Magyar Költők Tára V. kötetében (Budapest, 1886). A szerző neve a versfejekből tűnik ki.